# Beverly Kinch
Pour les articles homonymes, voir Kinch.
Beverly « Bev » Kinch  (née le 14 janvier 1964 à Ipswich) est une athlète britannique, spécialiste des épreuves de sprint et du saut en longueur.

## Biographie
En 1984, Bev Kinch décroche le titre du 60 mètres lors des Championnats d'Europe en salle de Göteborg, en devançant dans le temps de 7 s 16 la Bulgare Anelia Nuneva et la Néerlandaise Nelli Cooman. Elle remporte par ailleurs la médaille de bronze du relais 4 × 100 m des Championnats d'Europe 1990, à Split, en compagnie de Stephanie Douglas, Simmone Jacobs et Paula Thomas.

### Palmarès
| Date | Compétition                    | Lieu      | Résultat | Épreuve          | Performance |
| ---- | ------------------------------ | --------- | -------- | ---------------- | ----------- |
| 1982 | Jeux du Commonwealth           | Brisbane  | 3e       | Saut en longueur | 6,78 m      |
| 1983 | Championnats d'Europe en salle | Budapest  | 4e       | 60 m             | 7 s 19      |
| 1983 | Universiade                    | Edmonton  | 1re      | 100 m            | 11 s 13 w   |
| 1983 | Championnats du monde          | Helsinki  | 5e       | Saut en longueur | 6,93 m w    |
| 1984 | Championnats d'Europe en salle | Göteborg  | 1re      | 60 m             | 7 s 16      |
| 1986 | Championnats d'Europe en salle | Madrid    | 4e       | 60 m             | 7 s 16      |
| 1990 | Championnats d'Europe          | Split     | 3e       | Relais 4 × 100 m | 43 s 32     |
| 1993 | Championnats du monde          | Stuttgart | 8e       | Relais 4 × 100 m | 43 s 86     |

### Records
| Épreuve          | Performance | Lieu      | Date            |
| ---------------- | ----------- | --------- | --------------- |
| 60 m             | 7 s 13      | Madrid    | 23 février 1986 |
| 100 m            | 11 s 40     | Stuttgart | 15 août 1993    |
| Saut en longueur | 6,90 m      | Helsinki  | 14 août 1983    |